# Фриг
Фриг (на староисландски: Frigg) е първата и най-главна сред богините в Асгард, върховната богиня в скандинавската митология и жена на Один. Тя е покровител на любовта, брака, домашното огнище, раждането. Има пророчески способности и ѝ е известна съдбата на всеки човек, но не споделя това знание с никого.
За майка на Фриг се счита Фьоргюн (предположително богинята на земята), а за баща – Нат, от рода на великаните.
Синове на Фриг и Один са Балдур, Хьод и Хермод.
Фриг живее във Фенсалир (блатен дворец, който понякога се превежда като воден или океански). Нейни помощнички са сестра ѝ Фула, Гна и Глин, която защитава хората. Не е напълно ясно, дали те са отделни личности или въплъщения на Фриг.
Символи на Фриг са хурката и пояс с ключове. Подобно на Один, Фриг често се спуска на земята и предрешена броди сред хората, слушайки за мъките и грижите им и нерядко им помага.